# Vitus (film)
Vitus è un film del 2006 diretto da Fredi M. Murer.

## Trama
Zurigo, Svizzera: Vitus è un bambino prodigio, di dodici anni, in grado di suonare il pianoforte con maestria sin dall'età di sei anni, gran giocatore di scacchi e lettore di enciclopedia. I genitori, date le sue capacità, lo iscrivono in una scuola prestigiosa, ma frequentata da ragazzi più grandi.
In cuor suo Vitus vorrebbe essere un ragazzo normale e frequentare i suoi coetanei, e l'unico in grado di capire il suo stato è suo nonno, con cui condivide la passione per il volo. Una notte si butta dal balcone e finge, per la caduta, di aver perso tutte quelle capacità che lo contraddistinguevano dagli altri bambini, e, si considera una persona normale: ciò porta allo sconforto dei genitori, in particolare della madre che cade in depressione. Il nonno scopre l'inganno, ma mantiene il segreto. Grazie alla sua intelligenza, Vitus fa diventare ricco suo nonno e fa riavere il posto di lavoro a suo padre. Il giorno seguente il nonno di Vitus si fa male e due giorni dopo muore.
Alla fine, per non scoraggiare ulteriormente i genitori, Vitus torna ad essere se stesso e a riacquisire tutte le capacità che la natura gli ha dato e che lo rendevano speciale e praticamente unico.

## Distribuzione
- 2 febbraio 2006 in Svizzera
- 14 febbraio in Germania
- 29 settembre in Canada (Vitus, l'enfant prodige)
- ottobre 2006 negli Stati Uniti
- 19 ottobre in Italia
- 30 ottobre in Brasile
- 17 novembre in Slovenia
- 1º dicembre in Estonia
- 7 dicembre in Israele
- 22 dicembre in Austria
- 12 marzo 2007 in Argentina
- 2 agosto in Portogallo
- 3 agosto in Messico (Un niño extraordinario)
- 14 agosto a Hong Kong
- 14 settembre in Colombia
- 5 ottobre nella Repubblica Ceca e in Spagna
- 3 novembre in Giappone
- 8 dicembre in Indonesia
- 9 gennaio 2008 in Francia
- 20 febbraio in Belgio
- 9 aprile nella Corea del Sud
- 13 settembre nelle Filippine
- 8 gennaio 2009 in Grecia